# Toni de l'Hostal
Toni de l'Hostal   (l'Alcúdia, 1979) és un cantautor valencià,
conegut per versions humorístiques de cançons populars i per la seua particular manera de representar el registre col·loquial en l'escriptura.
Va debutar a principis de la dècada dels 2000, sent elegit Figura Mundial al IV Encontre de Figures Mundials celebrat a La Ribera, en 2004. En 2005 va participar en la revista satírica La Cabota i al programa de televisió de Tele Sueca Maemeua. També aquell any funda la Valenciclopèdia, enciclopèdia satírica online inspirada en la Uncyclopedia, de la que és la versió en valencià-català. En 2010 publica el seu primer disc, amb la formació Les Maedéus. Posteriorment va tenir una secció fixa al programa de Ràdio Godella Ciutat Tanatori, que el 2012 va canviar el seu nom pel de Kalebarraka.
L'any 2020 publicà el disc Repom,
produït per Héctor Tirado i finançat per micromecenatge:
Verkami llançà el projecte el 7 de febrer i, abans que acabara el termini, ja havia aconseguit el mínim sol·licitat.
El títol del disc fa referència a les taronges reverdines o de segona flor, de menys qualitat que les primeres; les lletres de les cançons, com "M'agrães quan dius ausães", utilitzen la seua ortografia i els seus coneixements de dialectologia.
La presentació del disc, prevista per al 3 d'abril a l'Octubre Centre de Cultura Contemporània, s'ajornà fins després del confinament per la pandèmia de COVID-19: el concert, inclòs dins del cicle Viu, cap estiu sense música de la Valencian Music Association, tingué lloc el 18 de juliol a la sala 16 Toneladas, acompanyat per Tirado.

## Galeria
- Toni de l'Hostal, interpretant a Joan Fuster en un vídeo de Valencianisme.com.
- Vídeo de la mateixa campanya del 9 d'octubre en 2013.
- Interpretació de la cançó El Tio Pep.
- Entrevista a La Represa, Ràdio Godella, 23 d'octubre de 2015